# Mesoraca
Mesoraca é uma comuna italiana da região da Calábria, província de Crotone, com cerca de 6.230 habitantes (2019). Estende-se por uma área de 93 km², tendo uma densidade populacional de 77 hab/km². Faz fronteira com Belcastro (CZ), Cutro, Marcedusa (CZ), Petilia Policastro, Petronà (CZ), Roccabernarda, Taverna (CZ), Zagarise (CZ).

## Demografia
| Variação demográfica do município entre 1861 e 2011                               |
|                                                                                   |
| Fonte: Istituto Nazionale di Statistica (ISTAT) - Elaboração gráfica da Wikipedia |

## Cidades-irmãs
- Lavena Ponte Tresa, Itália